# Eupithecia fusca
Eupithecia fusca là một loài bướm đêm trong họ Geometridae.